# Hepatozoon canis
Hepatozoon canis ist ein Einzeller, der in Südeuropa, Asien und Afrika die Hepatozoonose der Hunde auslöst und dessen Endwirt die Braune Hundezecke ist. Der Erreger wurde auch in Paarhufern, Beuteltieren, Fledertieren und Nagetieren nachgewiesen.

## Lebenszyklus
Hepatozoon canis ist zweiwirtig. Endwirt ist die Braune Hundezecke, hier findet die geschlechtliche Fortpflanzung statt (Syngamie). Hundeartige sind Zwischenwirt. In ihnen vermehrt sich der Parasit ungeschlechtlich. Zeckennymphen stecken sich durch Aufnahme der neutrophilen Granulozyten mit der Blutmahlzeit an. Aus diesen werden die Gamonten freigesetzt, die in Paaren angeordnet sind und sich in die männlichen und weiblichen Gameten umwandeln. Diese verschmelzen zur Zygote, aus der die Oozyste entsteht. Jede Oozyste enthält zahlreiche Sporozysten mit je 10 bis 26 Sporozoiten. Nach Häutung der Zeckennymphe zum Adulten sind die Oozysten im Haemocoel, wobei in einer Zecke tausende ansteckende Sporozoiten auftreten können. Hunde nehmen diese mit dem Fressen der Zecke auf.
Im Darm werden die Sporozoiten aus der Oozyste freigesetzt, dringen durch die Darmwand und gelangen mit Blut und Lymphe in den Blutkreislauf. Sie besiedeln vor allem Milz, Lymphknoten und Knochenmark. Hier findet die Merogonie in Makrophagen und Endothelzellen statt. Im infizierten Gewebe treten zwei Formen von Meronten auf. Ein Typ enthält 2 bis 4 Makromerozoiten, der andere 20 längliche Mikromerozoiten. Die reifen Meronten platzen und die Merozoiten werden freigesetzt und dringen in neutrophile Granulozyten ein, in denen sie sich zu den Gamonten differenzieren. Die Entwicklungszeit von der Aufnahme der Oozyste bis zu den ersten Gamonten innerhalb des Hundes dauert etwa 28 Tage.

## Merkmale
Die Gamonten treten in den neutrophilen Granulozyten auf. Die ellipsoiden Gebilde sind etwa 11 × 4 μm groß und von einer dicken Membran umgeben. Die. Meronten sind rund bis oval und haben einen Durchmesser von etwa 30 μm. Die Meronten mit den Mikromerozoiten, welche deutliche Zellkerne aufweisen, zweigen sich im mikroskopischen Querschnitt in Form eines Radspeichenmusters.